# 1992年バルセロナオリンピックのデンマーク選手団
1992年バルセロナオリンピックのデンマーク選手団（1992ねんバルセロナオリンピックのデンマークせんしゅだん）は、1992年7月25日から8月9日にかけてスペインのカタルーニャ州バルセロナで開催された1992年バルセロナオリンピックのデンマーク選手団、およびその競技結果。

## 概要
今大会は金メダル1個、銀メダル1個、銅メダル4個の合計6個のメダルを獲得した。

## メダル
| メダル | 選手名                                                                    | 競技   | 種目                  |
| ------ | ------------------------------------------------------------------------- | ------ | --------------------- |
| 銅     | ケン・フロスト イミ・マドセン ヤンボー・ペーターセン クラウス・ニールセン | 自転車 | 男子4000m団体追い抜き |